# 三菱倉庫

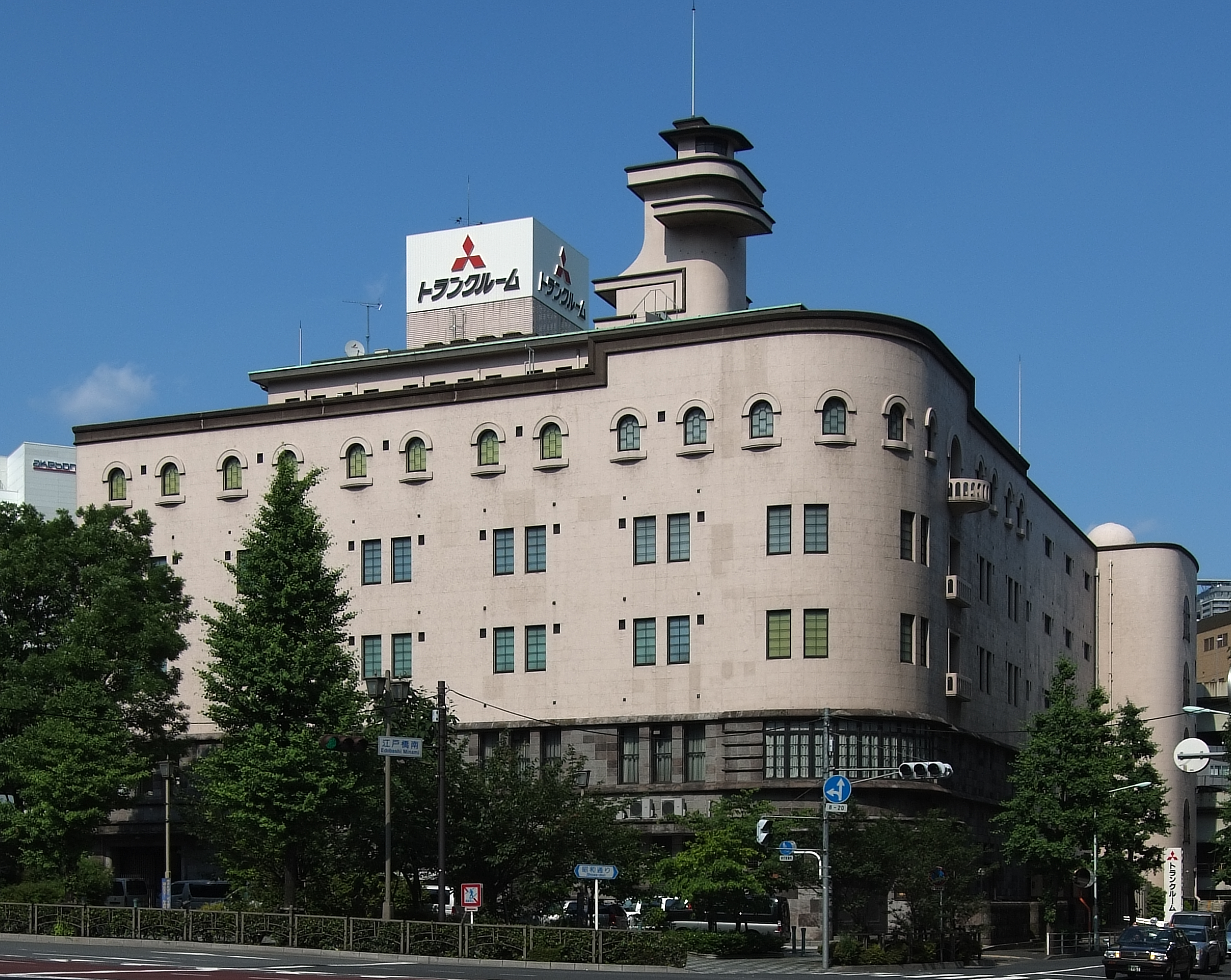
三菱倉庫旧本社（江戸橋倉庫ビル）

三菱倉庫株式会社（みつびしそうこ、英: Mitsubishi Logistics Corporation）は、東京都中央区日本橋に本社を置く、物流を主な事業とする企業。三菱グループに属しており、三菱金曜会と三菱広報委員会に加盟している。読売株価指数の構成銘柄の一つ。

## 歴史
三菱倉庫の前身である東京倉庫が1887年（明治20年）に創設されてから、1918年（大正7年）に今の「三菱倉庫」への社名変更を経て、2007年（平成19年）で創設120周年を迎えた。
三菱財閥の中では、日本郵船、三菱商事、三菱重工、三菱UFJ銀行に次いで創設された伝統と歴史のある企業である。
1930年（昭和5年）に竣工し本店があった江戸橋倉庫ビルは、船体を連想させる特徴的な外観を持ち、表現派風建築の代表的作品として東京都選定歴史的建造物の選定を受けている。本店は同ビルの建て替えのため中央区新川に一時移転したものの、2014年（平成26年）に竣工した日本橋ダイヤビルディングに再び戻った。日本橋ダイヤビルディングは旧江戸橋倉庫ビルの外壁を随所に保存した高層建築であり、東京都選定歴史的建造物に選定されている。

## 沿革
- 1887年4月 - 三菱為換店（1880年3月開業）の倉庫業務を継承し、東京・深川に有限責任東京倉庫会社として設立。
- 1892年3月 - 大阪支店開設。
- 1893年12月 - 東京倉庫株式会社に改組、商号変更。
- 1902年12月 - 神戸支店開設
- 1907年11月 - 神戸港に海運貨物の海陸一貫取扱施設を完成、海陸連絡業（のちの港湾運送事業）の体制を確立。
- 1917年5月 - 大阪市北区の倉庫で爆発事故。死者43人、重傷者82人[5]。
- 1918年3月 - 三菱倉庫株式会社に商号変更。東京支店開設。
- 1919年1月 - 門司支店開設。
- 1924年5月 - 横浜支店開設。
- 1931年1月 - 東京・江戸橋（現在の日本橋）で日本最初のトランクルームサービスを開始。
- 1943年8月 - 名古屋支店開設。
- 1949年5月 - 東京証券取引所に株式を上場。
- 1960年4月 - 福岡支店開設。
- 1962年11月 - 東京・深川にコンピュータ・倉庫・住宅の複合賃貸ビルを建設、コンピュータ用賃貸ビル事業を開始。この後、不動産事業に本格進出し、賃貸施設を建設するとともにマンション分譲事業を継続的に実施。

- 1963年4月 - 自動車運送事業に本格進出。
- 1970年1月 - 米国カリフォルニア州に倉庫会社設立。こののち、1972年3月ニュージャージー州に倉庫会社、1981年6月ニューヨーク州に運送取扱会社設立。両社は1998年10月に合併。

- 1973年9月 - 東京・新川にコンピュータ専用賃貸ビル「東京ダイヤビルディング」を建設。こののち、東京および大阪でコンピュータ専用賃貸ビルを順次増設。
- 1974年4月 - 福岡支店と門司支店を統合。

- 1984年4月 - シンガポールに運送取扱会社を設立。
- 1985年6月 - 香港に運送取扱会社を設立。

- 1986年10月 - 情報関連事業会社を設立。

- 1987年4月 - 創立100周年。
- 1989年9月 - タイに運送取扱会社を設立。
- 1992年 - 各店に高機能倉庫約25,000坪を一斉建設、倉庫改造元年と宣言。
- 1992年9月 - 神戸・ハーバーランドに商業施設・オフィスビル等の賃貸施設を建設。
- 1993年6月 - インドネシアに倉庫会社を設立。
- 1995年1月 - 阪神・淡路大震災被災。
- 1995年2月 - オランダに運送取扱会社を設立。こののち、2001年7月にドイツ、2007年4月にはイタリアに同社支店を開設。
- 1996年4月 - 中国に倉庫会社を設立。こののち、2004年2月に運送取扱会社を設立。以降順次拠点を整備拡大。

- 1996年6月 - 商号の英文表示を『Mitsubishi Logistics Corporation』に変更。
- 1998年10月 - マレーシアに運送取扱会社を設立。
- 1999年 - 冷蔵倉庫業に本格進出。同年6月に東京・大井、2002年12月神戸・六甲に冷蔵倉庫建設。

- 2006年8月 - 横浜・ポートサイド地区に横浜ベイクォーターを建設。こののち、2009年12月オフィスビル建設、2010年3月に同ビル内の商業施設賃貸を開始。

- 2010年9月 - 富士物流(株)の株式公開買付けを実施し、同社及び同社の子会社10社を連結子会社化。
- 2011年7月 - ベトナムに運送取扱会社を設立。
- 2014年9月 - 平成23年から建替工事をしていた本店オフィスビル「日本橋ダイヤビルディング」が竣工[6]。なお、建替中の平成23年9月から同26年9月までの間、本店を東京都中央区日本橋から同区新川へ一時移転していた。
- 2022年4月 - 東京証券取引所の市場区分の見直しにより市場第一部からプライム市場へ移行。
- 2022年 - 株式会社トレードワルツに出資[7]。

## 事業内容
大きく分けると「物流」と「不動産業」の2つに分類される。 「倉庫事業」をはじめ「港湾運送」「国際輸送」、そして「不動産事業」が主な事業内容である。 
物流事業は、120年の伝統を誇り世界中に関連会社を持ち、実績は日本の倉庫業界では首位である。日本最大の倉庫も保有している。 各国子会社との連携も強く、医薬品・化学品取り扱いでは実績が高い。神戸・六甲アイランド、東京大井と、東西2箇所で合計訳63千冷蔵トンの冷蔵倉庫を持つ。
また不動産事業での収益も大きく、ビル・商業施設・住宅と活発に展開している。ビル事業では、東京ダイヤビルディングをはじめとする“データセンタ対応ビル”を多く手がけており、賃貸ビルでありながら、非常用発電機や高い耐震性能、マルチキャリア等を兼ね備えたビルの分野では、パイオニアであり、日本最大規模のシェアを持っている（ちなみに東京ダイヤビルディングは日本最大の免震ビルである）。
商業施設は、神戸に複合商業施設である神戸ハーバーランド等がある。また、横浜では2006年8月24日に横浜駅東口に横浜ベイクォーターが開業した。
住宅事業としては、ナビューレ横浜タワーレジデンスやM.M.TOWERS FORESISをはじめとする分譲マンションの開発も手掛けている。
横浜駅東口の同社敷地の再開発のしめくくりとして、同駅周辺では最大規模であり、統一された意匠とガラスカーテンウォールの外装が特徴の横浜ダイヤビルディングを2009年12月16日に竣工させた。
横浜ダイヤビルディングは、地上31階・地下2階・塔屋2階、高さ157.7m（横浜ではランドマークタワー、クィーンズタワーA棟に次ぐ、3番目に高い）、延床面積69,977㎡であり、3～6階までは商業施設として隣接する横浜ベイクォーターと各フロアで接続して一体化、7～30階の低・中・高層部は賃貸オフィスで構成される。
横浜ダイヤビルディングは、1990年代以降、大規模オフィスビルの開発が滞っていた横浜において、久々に建設された大規模オフィスビルであり、東京都内にて相次いで建設されている2000年代のオフィスビルに伍する高品質なオフィスビルである。同時に建設されたペデストリアンデッキ（ベイクォーターウォーク）にて横浜駅と直結し、雨に濡れずに駅まで行くことができる。
三菱倉庫の所有ビルには、「横浜ダイヤビルディング 港北館」も存在するので、注意が必要である。なおポートサイド地区にある「ポートサイドダイヤビル」の所有者は、三菱重工業系列企業の菱重ファシリティー&プロパティーズである。

## 日本国外拠点リスト
- 欧州三菱倉庫会社　Mitsubishi Logistics Europe B.V.
- 米国三菱倉庫会社　Mitsubishi Logistics America Corp.[11]
- 加州三菱倉庫会社　Mitsubishi Warehouse California Corp.[12]
- 香港三菱倉庫会社　Mitsubishi Logistics Hong Kong Ltd.
- 上海菱華倉庫運輸有限公司　Shanghai Linghua Logistics Co., Ltd.
- 上海菱運国際貨運有限公司　Shanghai Lingyun Global Forwarding Co.,Ltd.
- 菱陽国際貨運代理（深圳）有限公司　Shenzen Lingyang Global Forwarding co.,ltd
- 泰国三菱倉庫会社　Mitsubishi Logistics (Thailand) Co.,Ltd.
- ダイヤロジスティクスマレーシア社マスタームーバーズ社気付　Dia Logistics (M) Sdn. Bhd.　in care of Master Movers Sdn. Bhd.
- シンガポール三菱倉庫会社 Mitsubishi Logistics Singapore Pte. Ltd.
- インドネシア三菱倉庫会社　P.T. Mitsubishi Logistics Indonesia、P.T. DIA-JAYA FORWARDING INDONESIA

## グループ企業
物流部門
- 東京ダイヤサービス
- ダイヤ情報システム
- 菱倉運輸
- ユニトランス
- 京浜内外フォワーディング
- 内外フォワーディング
- 門菱港運
- 富士物流

不動産部門
- ダイヤビルテック
- 横浜ダイヤビルマネジメント
- 神戸ダイヤメンテナンス